# Mompang Jae
Mompang Jae is een bestuurslaag in het regentschap Mandailing Natal van de provincie Noord-Sumatra, Indonesië. Mompang Jae telt 4077 inwoners (volkstelling 2010).